# Evangelische Kirche (Elbersdorf)

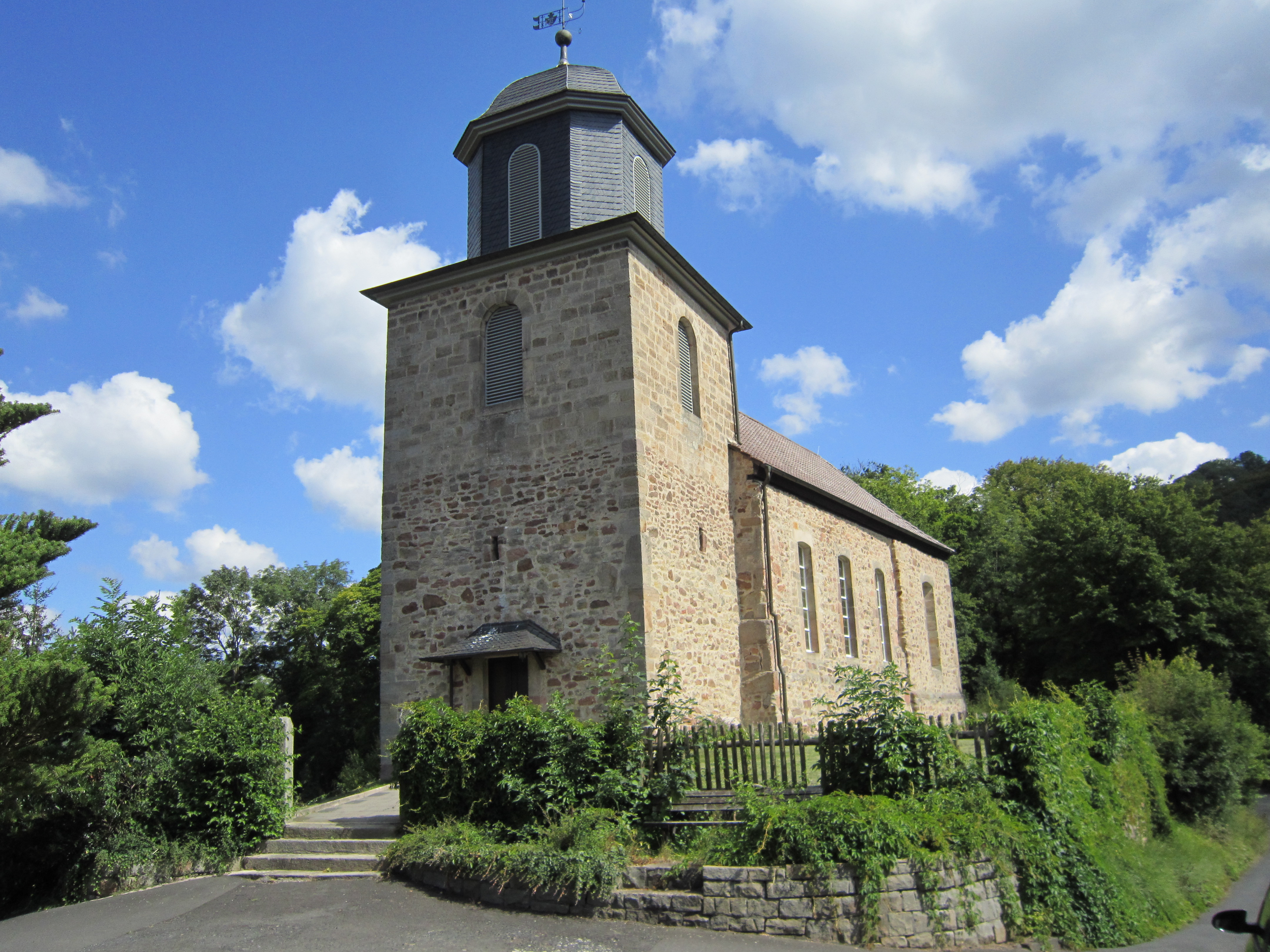
Kirche Elbersdorf

Die Evangelische Kirche Elbersdorf ist ein denkmalgeschütztes Kirchengebäude in Elbersdorf, einem Ortsteil der Gemeinde Spangenberg im Schwalm-Eder-Kreis (Hessen). Die Kirche gehört zur Kirchengemeinde Spangenberg im Kirchenkreis Schwalm-Eder im Sprengel Marburg der Evangelischen Kirche von Kurhessen-Waldeck.

## Beschreibung
Die gotische Saalkirche wurde im 18. Jahrhundert umgebaut. Große Teile des Mauerwerks des Kirchenschiffs und des rechteckigen Chors im Osten sowie die untere Hälfte des mit Natursteinmauerwerk erhöhten Kirchturm im Westen sind aus Bruchsteinen. Auf den steinernen Geschossen des Turms sitzt ein schiefergedeckter, achtseitiger Aufsatz, der mit einer glockenförmigen Haube bedeckt ist. An der Nordostecke des Chors ist eine kleine Kapelle angebaut. Die mit Knorpelwerk verzierte Kanzel stammt von 1643.